# Hendrik Tollens

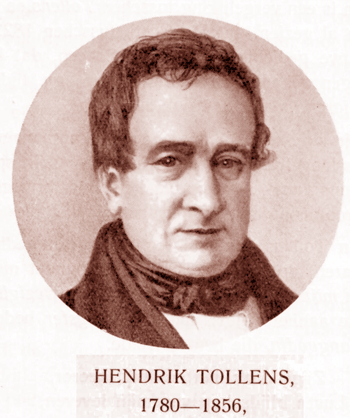
Hendrik Tollens

Hendrik Tollens (eigentlich Hendricus Franciscus Caroluszoon Tollens; * 24. September 1780 in Rotterdam; † 21. Oktober 1856 in Rijswijk) war ein niederländischer Schriftsteller flämischer Herkunft.

## Leben
Tollens war von Beruf Kaufmann. Als er aber nach seinem Debüt als Schriftsteller erste Erfolge verzeichnen konnte, zog er sich aus dem Geschäftsleben zurück. Er heiratete zunächst gegen den Willen seiner Familie die Schauspielerin Gerbranda Rivier, mit der er zwölf Kinder hatte.
Er erwarb in Rijswijk ein altes Gutshaus und ließ sich dort als Schriftsteller nieder. Nach seinem Tode wurde sein Wohnhaus zum Museum umgebaut und auch bis heute genutzt. Nach seinem berühmtesten Bewohner hat es den Namen Het Tollenshuis (dt. Das Tollens-Haus).
Als Vertreter des Biedermeier war Tollens ein typischer Volksdichter seiner Zeit. Gerade in seinen – zu Lebzeiten sehr populären – Gedichten thematisierte er Tugenden wie Vaterlandsliebe, Frömmigkeit, Sittsamkeit und die große Vergangenheit der Niederlande (Goldenes Zeitalter). Aus heutiger Sicht wirkt Tollens Lyrik schwülstig und weitschweifig.
Sein Gedicht „Wien Neêrlands Bloed“ war sogar bis 1932 die niederländische Nationalhymne. Die ersten beiden Zeilen Wien Neêrlands bloed in d'aders vloeit / Van vreemde smetten vrij … (dt. Wem der Niederlande Blut durch die Adern fließt / Von fremden Makeln frei …) wurden mit dem Blut-und-Boden-Gedankengut des Nationalsozialismus verknüpft und waren spätestens ab 1945 untragbar.
Dafür fand man im Lied Het Wilhelmus einen würdigen Ersatz. Als Urheber dieses Textes wird Philips van Marnix vermutet. Außerdem war Wilhelm I. von Oranien-Nassau beliebt und immer noch unvergessen.
Zu Lebzeiten wurde Tollens viel gelesen und in öffentlichen Veranstaltungen vom bürgerlichen Mittelstand gerne zitiert und rezitiert. Im Alter von 76 Jahren starb Hendrik Tollens am 21. Oktober 1856 in Rijswijk. Schon bald nach seinem Tode wurde nicht nur das Werk, sondern auch der „brave Heinrich“ schnell vergessen.

## Werke
- Gedichten (1808)
- Idyllen en minnezangen (1801–1805)
- Konstanten: ein Trauerspiel
- Laatste gedichten (1848–1853)
- Nieuve gedichten (1821)
- Romanzen, balladen en legenden (1818)
- Tafereel van de overwintering der Nederlanders op Nova Zembla in de jaren 1596 en 1597 (1816)